# Elementärt
Elementärt (engelska: Elemental) är en amerikansk datoranimerad långfilm från 2023, producerad av Pixar Animation Studios och Walt Disney Pictures. Filmen är regisserad av Peter Sohn, med manus skrivet av Brenda Hsueh.
Filmen hade biopremiär i Sverige den 7 juli 2023, utgiven av Walt Disney Studios Motion Pictures. Den hade världspremiär på filmfestivalen i Cannes den 27 maj samma år.

## Handling
Filmen utspelar sig i staden Element City, där invånarna består av de fyra elementen, vatten, eld, jord och luft. Filmen kretsar kring Ember som är gjord av eld och Wade som är gjord av vatten.

## Rollista
| Roll                     | Engelsk originalröst | Svensk röst          |
| ------------------------ | -------------------- | -------------------- |
| Brinnie / Ember Lumen    | Leah Lewis           | Mimmi Sandén         |
| Vadar / Wade Ripple      | Mamoudou Athie       | Martin Urech         |
| Brännart / Bernie Lumen  | Ronnie del Carmen    | Isa Aouifia          |
| Pyra / Cinder Lumen      | Shila Ommi           | Irene Lindh          |
| Mulle / Clod             | Mason Wertheimer     | Stig Zamolo          |
| Tuss / Gale              | Wendi McLendon-Covey | Kayode Shekoni       |
| Bäcky / Brook Ripple     | Catherine O'Hara     | Linda Olsson         |
| Enar / Fern Grouchwood   | Joe Pera             | Tobias Almborg       |
| Harald / Harold          | Ronobir Lahiri       | Ole Ornered          |
| Flammencita / Flarrietta | Wilma Bonet          | Ayla Kabaca          |
| Alan Ripple              | Matt Yang King       | Anton Olofson Raeder |

- Övriga röster – Anton Olofson Raeder, Vendela Tidermark Nelson, Charlie Löfgren Kruse, Adrian Macéus, Astrid Assefa, Tobias Almborg, Astrid Assefa, Mikaela Tidermark Nelson, Joakim Tidermark, Tobias Almborg, Dominique Pålsson Wiklund, Edgar Adolfsson, Linda Åslund, Nick Atkinson, Ruben Adolfsson
- Dialogregissör – Charlotte Ardai Jennefors
- Dialogöversättare – Robert Cronholt
- Tekniker – Robin Rönnbäck
- Svensk version producerad av Disney Character Voices International, Inc.[10][11]

## Produktion
Den 16 maj 2022 tillkännagav Pixar en ny film med titeln Elemental, med Peter Sohn som regissör och Denise Ream som producent. Sohn och Ream återförenas efter att tidigare ha arbetat tillsammans på Den gode dinosaurien (2015). Brenda Hsueh anlitades för att skriva manus, efter att tidigare ha arbetat som kreativ konsult på filmen Röd (2022).
Den 9 september 2022, under D23 Expo, presenterade Sohn, Ream och Pete Docter en första titt på filmen. På Disneymässan avslöjades det även att Leah Lewis och Mamoudou Athie hade fått de ledande röstrollerna som Ember respektive Wade.

### Musik
Den 7 februari 2023 bekräftades Thomas Newman som kompositör för Elementärt. Det blir hans fjärde samarbete med studion efter Hitta Nemo (2003), WALL-E (2008) och Hitta Doris (2016), samt Newmans första Pixar-film som inte regisseras av Andrew Stanton. Dessutom innehåller filmen signaturmelodin "Steal the Show" framfört av den amerikanska singer-songwritern Lauv.